# Матеріальне тіло
Матеріа́льне ті́ло — багатозначне поняття.
У механіці, зокрема динаміці, під матеріальними тілами розуміють матеріальну точку, систему матеріальних точок або абсолютно тверде тіло.
У філософії під матеріальним тілом розуміють продукт матерії. Кожне матеріальне тіло має об'ємні характеристики: довжину, висоту і ширину, саме через них воно співіснує і визначає місцезнаходження предмета і відображається у понятті «простір».
У релігієзнавстві матеріальне тіло є протиставлення духовного тіла.
у сфері нанотехнологій і наноматеріалів під матеріальним тілом розуміють будь-який нанооб'єкт.
У семіотиці традиційно знак визначається через знакову ситуацію як певне матеріальне тіло, що здатне відображати те, що самі по собі ними не є.